# Uranotaenia mayeri
Uranotaenia mayeri är en tvåvingeart som beskrevs av Edwards 1912. Uranotaenia mayeri ingår i släktet Uranotaenia och familjen stickmyggor. Inga underarter finns listade i Catalogue of Life.